# Adamiwka (obwód mikołajowski)
Adamiwka (ukr. Адамівка) – wieś na Ukrainie, w obwodzie mikołajowskim, w rejonie perwomajskim, w hromadzie Wradijiwka. W 2024 liczyła 465 mieszkańców.